# Ketangga
Ketangga is een bestuurslaag in het regentschap Oost-Lombok van de provincie West-Nusa Tenggara, Indonesië. Ketangga telt 5711 inwoners (volkstelling 2010).